# Jos Houben (Nederlands politicus)
Joseph August Marie Leo (Jos) Houben (Brunssum, 29 oktober 1951) is een Nederlandse politicus van het Christen-Democratisch Appèl (CDA).

## Biografie
Na het gymnasium studeerde hij rechten aan de Katholieke Universiteit Brabant. Tijdens die studie kreeg hij - mede vanwege zijn achtergrond, zijn vader was gemeentesecretaris - belangstelling voor het openbaar bestuur en de politiek.
Het gevolg hiervan was dat hij na zijn afstuderen beleidsmedewerker bij de Tweede Kamerfractie van het CDA werd alsook lid van de gemeenteraad van Den Haag.
In 1989 werd Houben burgemeester van de nu voormalige gemeente Hunsel. Gelijktijdig was hij waarnemend burgemeester van de nu eveneens voormalige gemeente Thorn.
Na zijn vertrek uit Hunsel en Thorn was Houben van 1994 tot 1 maart 2001 burgemeester van de gemeente Tubbergen. Vanaf 16 januari 1996 combineerde Houben het ambt van burgemeester van Tubbergen met de waarneming van het burgemeestersambt in de gemeente Gramsbergen. Houben was waarnemend burgemeester van Gramsbergen tot 1 januari 2001, toen de gemeente Gramsbergen werd opgeheven. Hierna werd Houben van de gemeente Raalte waarna hij sinds 1 maart 2005 burgemeester is van Barneveld. Daar bestaat zijn portefeuille uit bestuur (onder meer regionale samenwerking en communicatie omvattende) en veiligheid.
Houben was op 2 oktober 2010 dagvoorzitter van het CDA-kabinetsformatiecongres Op 16 februari 2011 maakte Houben bekend het burgemeesterschap in Barneveld na het einde van zijn eerste termijn neer te leggen. Eind oktober nam hij afscheid waarna hij werd opgevolgd door Asje van Dijk.